# 2013년 대한민국의 영화
다음은 2013년에 대한민국의 영화에 관한 서술한다.

## 박스 오피스
2013년 대한민국 내에서 개봉한 영화를 대상으로 한 대한민국 박스오피스 순위이다.
| 순위 | 제목                  | 개봉일자  | 매출액 (원)    | 관객수 (명) | 비고 |
| ---- | --------------------- | --------- | -------------- | ----------- | ---- |
| 1    | 《7번방의 선물》      | 1월 23일  | 91,431,914,670 | 12,811,206  |      |
| 2    | 《설국열차》          | 8월 1일   | 67,010,087,500 | 9,349,993   |      |
| 3    | 《관상》              | 9월 11일  | 66,005,427,500 | 9,134,581   |      |
| 4    | 《아이언맨 3》        | 4월 25일  | 70,809,364,000 | 9,001,331   |      |
| 5    | 《베를린》            | 1월 30일  | 52,355,568,637 | 7,166,290   |      |
| 6    | 《은밀하게 위대하게》 | 6월 5일   | 48,700,887,413 | 6,959,083   |      |
| 7    | 《변호인》            | 12월 18일 | 40,953,398,000 | 5,687,047   |      |
| 8    | 《숨바꼭질》          | 8월 14일  | 39,602,977,500 | 4,719,872   |      |
| 9    | 《더 테러 라이브》    | 7월 31일  | 39,869,706,381 | 5,584,139   |      |
| 10   | 《감시자들》          | 7월 3일   | 39,380,162,179 | 5,508,017   |      |

## 이벤트 및 수상

### 1분기
- 제4회 올해의 영화상

### 2분기
- 제49회 백상예술대상
- 제14회 전주국제영화제

### 3분기
- 제16회 부천국제판타스틱영화제

### 4분기
- 제18회 부산국제영화제
- 제22회 부일영화상
- 제50회 대종상 영화제
- 제33회 한국영화평론가협회상
- 제34회 청룡영화상
- 제10회 제주영화제
- 제13회 부산영화평론가협회상
- 제13회 올해의 여성영화인상
- 제15회 올해의 독립영화상
- 제13회 디렉터스 컷 시상식
- 송년호 발행 : 씨네21 영화상

## 같이 보기
- 2013년 영화
- 대한민국의 영화